# Alfons Orleański (1886–1975)

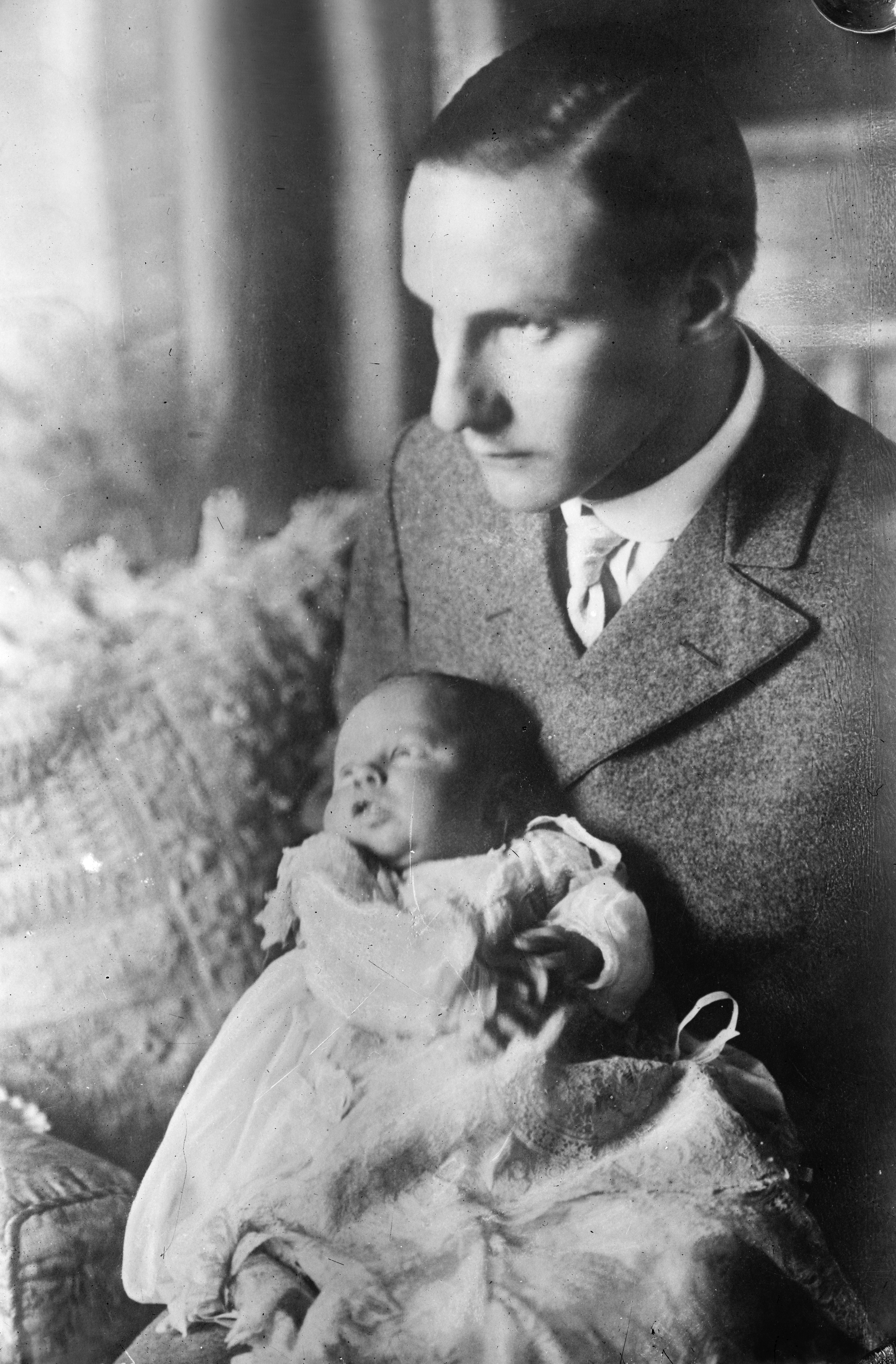
Książę Alfons z synem – księciem Alvaro

Alfons Orleański, właściwie: Alfonso María Francisco Antonio Diego de Orleans y Borbón (ur. 12 listopada 1886, w Madrycie, zm. 6 sierpnia 1975, Sanlúcar de Barrameda) – infant hiszpański, książę Galliery, pilot wojskowy.
Urodził się jako najstarszy z trzech synów infantów Antoniego Orleańskiego, księcia Galliery i Eulalii de Borbón. Jego ojciec był synem Antoniego Orleańskiego, księcia Francji i Montpensier. Jego matka była córką królowej Izabeli II i siostrą króla Alfonsa XII. Alfons został ochrzczony 30 listopada 1886 w pałacu królewskim w Madrycie.

## Wykształcenie
W latach 1899–1904 Alfons razem z młodszym bratem Ludwikiem Ferdynandem studiowali w jezuickim Beaumont College w Anglii. W 1906 Alfons rozpoczął naukę w Academia Militar de Toledo, a w 1910 odbył praktyczne szkolenie jako pilot we Francji. Po powrocie do Hiszpanii wsławił się jako jeden z pierwszych i najlepszych pilotów w armii hiszpańskiej. Dowodził lotniczymi operacjami m.in. lądowaniem w marokańskim Al Hoceima w 1925. W maju 1930 był pasażerem LZ 127 Graf Zeppelin z Sewilli do Brazylii, potem poleciał do Nowego Jorku, w Waszyngtonie odwiedził prezydenta Herberta Hoovera i dopiero powrócił do Hiszpanii. 27 lutego 1931 król Alfons XIII mianował swojego kuzyna Alfonsa szefem sztabu hiszpańskich sił powietrznych i dowódcą pierwszego oddziału lotniczego.
W 1931 ustanowiono drugą republikę hiszpańską, a Alfons udał się na wygnanie do Londynu. Rok później powrócił do ojczyzny i został uwięziony w Villa Cisneros (obecnie Ad-Dachla, Sahara Zachodnia). 1 stycznia 1933 Alfons razem z trzydziestoma innymi monarchistami uciekli łodzią i dopłynęli do Lizbony. W 1937, po wybuchu hiszpańskiej wojny domowej, Alfons powrócił do ojczyzny i został dowódcą sił powietrznych generała Francisco Franco. Po wojnie otrzymał stopień generalski, a w 1940 został mianowany dowódcą drugiej dywizji sił powietrznych. Ze stanowiska zrezygnował w 1945.
Przez wiele lat Alfons był nieoficjalnym reprezentantem hrabiego Barcelony – syna i następcy obalonego króla Alfonsa XIII. W 1941 Alfons został ojcem chrzestnym młodszego syna hrabiego – Alfonsa. W 1945 wsparł manifest hrabiego, w którym domagał się przywrócenia monarchii – to zakończyło jego karierę wojskową. Od tej pory Alfons pilotował już jedynie samoloty cywilne.

## Małżeństwo
15 lipca 1909 Alfons ożenił się z księżniczką Beatrix Sachsen-Coburg (1884–1966), córką Alfreda, księcia Edynburga (syna królowej Wiktorii) i Marii Aleksandrowny (córki cara Aleksandra II). Ceremonia odbyła się w obrządku katolickim w kościele św. Augustina w Coburgu i obrządku protestanckim w pałacu Callenberg. Krążyły plotki, że małżeństwu przeciwna była hiszpańska jak i angielska rodzina królewska – z uwagi na odmienne wyznania małżonków, ale okazały się nieprawdziwe. Król Alfons XIII miał sam zachęcać kuzyna do ślubu i zdobyć dyspensę, dzięki której ślub odbył się w obu obrządkach. Alfons i Beatrycze mieli trzech synów:
- Alváro (1910–1997), męża Carli Parodi-Delfino
- Alfonso (1912–1936), zmarłego bezdzietnie
- Ataulfo (1913–1974), zmarłego bezdzietnie

W sierpniu 1913 Beatrycze została przyjęta na łono kościoła katolickiego.

## Podróż do Ameryki Północnej
13 listopada 1928 Alfons, jego żona i najstarszy syn odwiedzili Nowy Jork i zatrzymali się w domu generała Corneliusa Vanderbilta. Odwiedzili finansistę Percy'ego Rivingtona Pyne'a w jego domku w Roslyn na Long Island, a następnie udali się do Filadelfii. Tam byli gośmi kolekcjonera sztuki Josepha E. Widenera. W Waszngtonie poznali wiceprezydenta Charlesa G. Dawesa i jego żonę, w Montrealu – gubernatora Quebecu Narcisse'a Pérodeau. Do Hiszpanii wrócili 7 grudnia.

## Śmierć
Alfons zmarł na atak serca w swoim pałacu w Sanlúcar de Barrameda. W 1989 utworzono fundację zajmującą się ochroną starych hiszpańskich samolotów, która została nazwana na cześć Alfonsa – Fundación Infante de Orleans.